# John Kahn
Pour les articles homonymes, voir Kahn.
John Kahn (13 juin 1947 - 30 mai 1996) était un bassiste américain de rock.
Pendant environ vingt-cinq ans, Kahn a été le collaborateur principal de Jerry García en dehors du Grateful Dead.
Avant sa collaboration avec Jerry Garcia, John Kahn a joué sur The Live Adventures of Mike Bloomfield and Al Kooper avec Mike Bloomfield et Al Kooper en 1969 et a été brièvement membre de The Paul Butterfield Blues Band.
Il a joué dans presque tous les groupes formé par Jerry García y compris Reconstruction, Legion of Mary (avec l'organiste Merl Saunders) et Old and in the Way en 1973 qui a été indiscutablement le premier groupe de « newgrass (en) ». Au début des années 1980, ils ont joué du folk seul. Kahn a également joué aux côtés de García en tant que bassiste acoustique dans Jerry García Acoustic Band en 1987.
Kahn a travaillé occasionnellement pour les Grateful Dead, comme producteur ou ingénieur du son sur un album live qui n'est jamais sorti Egypt '78 ou des prestations additionnelles sur l'album Shakedown Street.
Il a aussi travaillé avec Maria Muldaur, Nick Gravenites, et John Lee Hooker.
Kahn est mort le 30 mai 1996, dans sa maison de Mill Valley en Californie, des complications d'une maladie cardiaque.